# Riserva naturale speciale dei Canneti di Dormelletto
La riserva naturale speciale dei Canneti di Dormelletto, nota anche con il nome di Canneti di Dormelletto, è un'area naturale protetta posizionata sul versante occidentale del Lago Maggiore nel comune di Dormelletto, in Piemonte. Tale area litoranea è stata istituita dalla Regione Piemonte, in accordo con il comune e l'Ente di gestione delle aree protette del Ticino e del Lago Maggiore, con lo scopo di preservare un habitat umido raro.

## Accesso
La riserva naturale è facilmente raggiungibile. Gli accessi principali si raggiungono uscendo dalla diramazione Gallarate-Gattico A8-A26 presso il casello di Castelletto sopra Ticino, oppure uscendo dalla A26 al casello di Arona. Entrati nel territorio comunale di Dormelletto, lungo la strada statale 33 del Sempione, l'area si raggiunge svoltando in direzione del lago e seguendo le indicazioni della viabilità comunale (via Leonardo da Vinci, via Pisa e via Riviera.
L'area si trova a poca distanza dalla stazione di Dormelletto Paese lungo la ferrovia Arona-Novara.

## Territorio
La riserva si estende per una lunghezza di 4 km e una superficie di 157 ha lungo la riva piemontese del Lago Maggiore. Insieme a quelli di Fondotoce, i canneti di Dormelletto rappresentano uno degli ultimi esempi del novarese di zona di transizione tra terra e acqua a prevalente vegetazione spontanea, costituita da canneti.
Il territorio è gestito dall'Ente di gestione delle aree protette del Ticino e del Lago Maggiore ed è protetto insieme ad altre riserve del Piemonte orientale. All'interno dei confini dell'area naturale è presente Villa Tesio, edificio di rilevante interesse storico per l'allevamento dei cavalli, tra i quali il celebre Ribot.
Il paesaggio della zona è caratterizzato da un forte contrasto tra un ambiente molto antropizzato, un complesso agricolo di pregio (Villa Tesio) e la residua vegetazione lacustre. A conferma di ciò, e nonostante l'area sia tutelata dal punto di vista naturalistico, sono presenti numerose strutture ricettive e attrezzature balneari, concentrate soprattutto nella spiaggia libera chiamata Pirolino.

## Flora
La copertura vegetale della riserva è costituita da cenosi arboree frammentarie ed alto-erbacee continue lungo il litorale, con notevoli superfici a fragmiteto. La specie vegetale più presente nella riserva naturale è la cannuccia di palude (Phragmites australis), una pianta alta tra i 3 e i 4 metri costituita da un fusto rigido ricoperto di foglioline e culminante con un'inflorescenza denominata pannocchia; tale tipo di pianta lacustre svolge un'importante funzione di filtro delle acque del lago. L'ambiente umido del canneto e la limitrofa zona boscata creano un habitat specifico per le specie ittiche nonché per la nidificazione e lo svernamento di numerose specie ornitologiche.
Nel territorio della riserva, in Via Riviera, vicino al confine con il comune di Arona, è presente un Salice bianco (Salix alba) che, a inizio 2018, è stato incluso dal Ministero delle politiche agricole alimentari e forestali nell'elenco nazionale degli alberi monumentali.

## Fauna
Tra la fauna ittica che popola le acque della riserva i più numerosi sono il luccio (Esox lucius) e la carpa (Cyprinus carpio), che depongono le loro uova sulla parte immersa delle canne che poi, in futuro, rappresenterà un luogo di rifugio, di protezione e di nutrimento per i nascituri. 15 delle 25 specie di pesci presenti nel Lago Maggiore sono legate in vario modo al canneto.
Tra gil uccelli nidificanti in Italia, alcuni vengono in questa area per nidificare, altri sostano durante la migrazione mentre altri ancora vi stazionano tutto l'anno. Sono state censite più di 120 specie differenti, tra i quali svassi, cigni, folaghe e rondini.